# Christian Dente
Christian Dente, de son vrai nom Christian Denet (né le 19 avril 1940 à Brest et mort le 10 juillet 2003 à Bobigny (Seine-Saint-Denis)) est un chanteur, auteur-compositeur-interprète, comédien  et metteur en scène français.

## Biographie
Au cours des années 1960, Christian Dente débute dans les cabarets « rive gauche », tel qu'au Cheval d'or, à La Colombe, à L’Écluse avec un groupe d'amis intitulée « La Nouvelle Chanson ». Ses textes du moment sont : Voyage à Dieppe, Idole de la poisse, Isabelle, Un miracle, Dans ma coquille.
Au fil des années, entrelaçant ses deux passions, la chanson et le théâtre, il devient directeur du Théâtre Daniel-Sorano (rebaptisé espace Daniel-Sorano) à Vincennes, puis d'une école d'art Dramatique à Strasbourg.
Il joue entre autres avec Pierre Debauche, Jean-Louis Hourdin, Jean Maissonave, Antoine Vitez ou encore Guy Rétoré.
En tant que metteur en scène, il adapte de nombreuses pièces d'Arthur Miller, Guy de Maupassant, James Joyce, Peter Handke, William Shakespeare, Pierre Louki aux théâtres de Nanterre-Amandiers, de l'Odéon et de l'Est parisien, au Festival d'Avignon et pendant vingt ans au Centre Dramatique de La Courneuve.
Auteur-compositeur-interprète, il enregistre trois albums : Les Gens étranges en 1976, Chansons comme on vit en 1979 et Le petit cinéma des familles qu'il auto-produit en 1987.
Christian est le créateur avec Claude Vinci et Jean Sommer de la première école de la chanson en France, l'association nationale « Action chanson » en 1980, qui devient trois ans plus tard « Les Ateliers Chansons de Paris » (ACP) avec l'équipe de Luce Klein, Gilles Elbaz, Daniel Pantchenko et complétée avec Jean Dufresne. Durant l'automne 2000, il passe le relais des ACP à une jeune équipe « d'anciens ». L’association se rebaptise  « ACP La Manufacture Chanson ». Il continue d'y donner des cours, tout en restant comédien et metteur en scène.
Il préparait un nouveau tour de chant, intitulé Gégé et Moi, avec le guitariste Gérard Gabay, lorsqu'une tumeur au cerveau l'a brutalement frappé.
Il décède le 10 juillet 2003 à l'âge de 63 ans à Bobigny, ville où il résidait avec sa femme et ses deux enfants.

## Théâtre
Listes non exhaustives.

### Metteur en Scène
- 1968 : Je me souviens de deux lundis, d'Arthur Miller au Théâtre Daniel-Sorano.
- 1968 : Les folies amoureuses, de Jean-François Regnard à l'école des Pâquerettes (Nanterre).
- 1969 : La demande en mariage, d'Anton Tchekhov au Théâtre de Colombes.
- 1969 : Le Mille-pattes[9] une création collective au Cloître des Carmes (Avignon).
- 1970 : Le Roi nu, d'Evguéni Schwartz au Festival d'Avignon.
- 1972 : Outrage au public, de Peter Handke au Théâtre de l'Odéon.
- 1972 : Virgile au pays des merveilles, d’Alfredo Crespo au Théâtre des Deux-Portes (Paris).
- 1972 : Oratorio pour couple désuni, orchestre et masques à gaz, de Charles Dugowson à la Maison de la Culture (Bourges).
- 1972 : La petite cuiller, de Pierre Louki au Théâtre des Deux-Portes (Paris).
- 1975 : Othello ou le Maure de Venise, de William Shakespeare au Théâtre Nanterre-Amandiers.
- 1975 : C'est pas mon frère, de Pierre Louki au Théâtre de l'Est parisien.
- 1976 : J'oublie tout pour t'aimer, de Pierre Louki à la Cour des Miracles (Paris).
- 1977 : La discothèque[10] de Xavier Pommeret au Théâtre Nanterre-Amandiers.
- 1978 : Le soleil bleu, d’Olga au Forest Théâtre Paul Eluard de Choisy-le-Roi.
- 1979 : Mémoire d'une tache d'encre sur un buvard, de Christian Dente au Théâtre Nanterre-Amandiers.
- 1980 : Zoo Story, d’Edward Albee au Théâtre Nanterre-Amandiers.
- 1982-1983 : Que diable nous chantez-vous là !, au Printemps de Bourges.
- 1983 : Le cosmos, au Centre Dramatique de La Courneuve.
- 1984 : Les gens de Dublin, de James Joyce au Centre Dramatique de La Courneuve.
- 1985 : Nouvelles d'Odessa, de Isaac Babel au Centre Dramatique de La Courneuve.
- 1985 : Le cul entre deux chaises, de Gérard Gain à la Tanière (Paris).
- 1986 : L'invasion comique, de Guy de Maupassant au Centre Dramatique de La Courneuve.
- 1987 : Moby Dick, d'Herman Melville.
- 1989 : La Nuit du hibou, de Restif de La Bretonne au Centre Dramatique de La Courneuve.
- 1994 : Voix lointaines, de Terance Davis au Théâtre Nanterre-Amandiers.
- 1994 : L'ombre d'un franc-tireur, de Seán O'Casey au Centre Dramatique de La Courneuve.
- 1994 : Les derniers géants, de François Place.
- 2000 : La ronde, d'Arthur Schnitzler au Centre Dramatique de La Courneuve.

### Comédien
- 1967 : Le Roi-faim, de Leonid Andreïev, mise en scène de Pierre Debauche.
- 1969 : Les Petits Hommes, de Marivaux, mise en scène de Michel Berto.
- 1970 : La fuite, de Mikhaïl Boulgakov, mise en scène de Pierre Debauche.
- 1971 : Électre, de Sophocle, mise en scène de Antoine Vitez.
- 1973 : Mathusalem, d'Yvan Goll, mise en scène Anne-Marie Lazarini.
- 1968 : Paolo Paoli, d'Arthur Adamov, mise en scène de Bruno Carlucci.
- 1979 : Zoo story, d'Edward Albee, mise en scène de Jean Maissonave.
- 1984 - 1985 : Le songe d'une nuit d'été et La tempête, de William Shakespeare, mise en scène de Jean-Louis Hourdin.
- 1984 : Nina c'est une autre, de Vinvaver, mise en scène de Jean Maissonave.
- 1986 : La caverne d'Addalum, de Jean-Jacques Varoujean, mise en scène de Jean Maissonave.
- 1988 : La résistible ascension d'Arturo Ui, de Bertolt Brecht, mise en scène de Guy Rétoré.
- 1988 : Le Monde, d'Albert Cohen, mise en scène de Jean-Louis Hourdin.
- 1990 : On purge bébé, de Georges Feydeau, mise en scène de Jean-Luc Lagarce.
- 1994 : Max est un fou[11] de Max Jacob, mise en scène de Jean Maissonave.
- 1996 : Pour un oui pour un non, de Nathalie Sarraute, mise en scène de Cathy Girard.
- 1998 : La cuisine, d'Arnold Wesker, mise en scène de Jean Maissonave.
- 1998 : La Sainte-Triade, de Messaoud Béniacef, mise en scène d'Elizabeth Marie.
- 1999 : Monsieur de Pourceaugnac, de Molière, mise en scène Arlette Bonnard.
- 2000 : On ne badine pas avec l'amour, d’Alfred de Musset, mise en scène Cathy Girard-Deray.

## Filmographie

### Télévision
Listes non exhaustives.
- 1971 : La fuite, de Philippe Joulia, dans le rôle de : De Brizard.
- 1981 : Le jardinier, de Jean-Pierre Sentier, sans rôle mentionné.
- 1992 : Le coup suprême, de Jean-Pierre Sentier, sans rôle mentionné[13].
- 2001 : Série : Commissaire Moulin, épisode : Un flic sous influence, de Gilles Béhat, dans le rôle de : Berland.
- 2003 : Série : Les Cordier, juge et flic, épisode : Délit de fuite, de Jean-Marc Seban, dans le rôle du médecin.

## Discographie
- 45 tours :

| Année | Face A / Face B                                 | Maison de disque  | Informations |
| 1963  | Le bal annuel de la maison « Slipchouette »     | Le Chant du Monde | Titre du disque : christian dente. Arrangements, direction d’orchestre : Roger Pouly. Présentation recto et verso. |
| 1963  | Demain dans notre chambre.                      | Le Chant du Monde | Titre du disque : christian dente. Arrangements, direction d’orchestre : Roger Pouly. Présentation recto et verso. |
| 1963  | Pourquoi Johnny ? - par France Lys.             | Barclay           | Titre du disque : Boom HEC 63 Accompagnés par André Borly et son orchestre. Présentation recto et verso.           |
| 1963  | Toi que j’aime - par France Lys.                | Barclay           | Titre du disque : Boom HEC 63 Accompagnés par André Borly et son orchestre. Présentation recto et verso.           |
| 1963  | La première pierre - par Mireille Desbois.      | Barclay           | Titre du disque : Boom HEC 63 Accompagnés par André Borly et son orchestre. Présentation recto et verso.           |
| 1963  | Porte de Vanves le matin - par Christian Dente. | Barclay           | Titre du disque : Boom HEC 63 Accompagnés par André Borly et son orchestre. Présentation recto et verso.           |
| 1964  | Porte de Vanves le matin.                       | Barclay.          | Présentation recto et verso.                                                                                       |
| 1964  | Cogito ergo sum (je suis).                      | Barclay.          | Présentation recto et verso.                                                                                       |
| 1964  | Ma petite sœur ainée.                           | Barclay.          | Présentation recto et verso.                                                                                       |
| 1964  | Le printemps.                                   | Barclay.          | Présentation recto et verso.                                                                                       |

- 33 tours :

## Hommages
- Un « Espace Christian Dente »[20] lui est dédié au sein de l'ACP la Manufacture Chanson dans le 11e arrondissement de Paris. (48° 51′ 46,78″ N, 2° 23′ 08,27″ E)
- La voix de Nathalie Solence[21] rend hommage, aux travers d'une production audio, à quelques auteurs-compositeurs interprètes aujourd'hui pour la plupart disparus[22].
- Le collectif Chant' Essonne aux travers de la production audio « Ils chantent Dente » rend hommage à toute la famille des ACP (Atelier Chanson de Paris) et à Christian Dente qui en a été l’un des créateurs et l’animateur durant 20 années[23].

« ... une partie de moi ne se remettra jamais de ta si soudaine disparition. Notre complicité datait de 1960 où tu étais venu chanter au cheval d'or où je passais aussi. En 1980 quand tu as eu l'idée de fonder la première école de la chanson en France, devenu « les ateliers chanson de Paris » et aujourd'hui « ACP la manufacture chanson » tu m'as demandé de la diriger à tes cotés. Ces 20 ans d'amour de la chanson et des autres m'ont apporté plus que toutes les autres années de ma vie. Merci Christian et merci aussi de m'avoir fait le cadeau de cette petite chanson bleue que tu as mise en musique et ce texte dis par toi sur une musique de cirque de Sylvain Durand « une vie de saltimbanque » il te va bien. »
— Luce Klein, Merci à.